# Église Saint-Pierre de Zurich
Pour les articles homonymes, voir Église Saint-Pierre.
L'église Saint-Pierre, appelée en allemand St. Peter, est une église située au centre de la ville de Zurich, en Suisse.

## Histoire
L'église actuelle, inaugurée en 1706 et de style baroque, fut la première église réformée construite dans la ville de Zurich, mais de loin pas le premier bâtiment religieux construit à cet emplacement : les fouilles archéologiques ont ainsi permis de mettre au jour les murs d'une église de 10 mètres sur 7 datant du VIIIe siècle ou du IXe siècle, mentionnée dans un document de 857.
Cette première église a été remplacée vers l'an 1000 par un bâtiment pré-roman. Autour de 1230, il sera à son tour remplacé par un bâtiment de style roman tardif dans le chœur duquel, en 1360 le premier maire de Zurich Rodolphe Brun a été enterré. En juin 1705, la nef du bâtiment est démolie ; à Noël de la même année déjà, une nouvelle nef est inaugurée. L'intérieur ne sera terminé que année suivante.
Pendant longtemps, l'église Saint-Pierre fut la seule église paroissiale de la ville, les autres grandes églises (dont en particulier la Grossmünster et la Fraumünster) étant en effet des propriétés de monastères.
L'église a été restaurée de 1970 à 1975. Elle est inscrite comme bien culturel d'importance nationale.
Une particularité du bâtiment réside dans le fait que la tour et la nef ont des propriétaires différents : la tour appartient à la ville de Zurich (qui l'utilisait comme tour de guet pour signaler les incendies), alors que la nef, le clocher et les cloches sont la propriété de la paroisse de Saint-Pierre. Une autre particularité réside dans le cadran de son horloge qui est, en 2015, le plus grand d'Europe.

## Sources
- (de) Cet article est partiellement ou en totalité issu de l’article de Wikipédia en allemand intitulé « St. Peter (Zürich) » (voir la liste des auteurs).